# Anna Rapp
Anna Rapp, ursprungligen Ljungdahl, född 21 juni 1972, är en svensk handbollstränare och före detta handbollsspelare (mittsexa). Hon har varit förbundskapten för årgångarna 88/89 och 90/91 i svenska ungdomslandslag. 2017 blev hon den första kvinnan någonsin i Internationella handbollsförbundets (IHF) exekutiva kommitté, då hon valdes till IHF:s kassör. Hon blev senast omvald i samma roll vid IHF:s kongress i november 2021.
Hon blev svensk mästare med sin moderklubb Skuru IK 2001, 2004 och 2005. Under totalt 13 säsonger för Skuru, spelade hon 351 matcher och gjorde 1 132 mål i klubben. Som kuriosa kan nämnas att 2016, 44 år gammal, gjorde hon comeback i Lidingö SK i damallsvenskan.
Hon debuterade för det svenska landslaget 1994, spelade 160 landskamper och gjorde 307 mål tills hon avslutade karriären 2005. Hon är Stor Tjej. Under dessa år spelade hon  i det "leende" landslaget i VM i Italien 2001, Laget vann fem matcher i gruppspelet och gjorde succé ute i de svenska hemmen via TV-rutan, Det var ett lyft för svensk damhandboll. Sista mästerskapet blev EM 2004 men det blev ingen succé. Tre raka förluster och ut i gruppspelet.
2016 blev hennes man Fredrik Rapp, före detta spelare i Hellas och Skuru, ordförande i Svenska Handbollförbundet.